# Pietro de Saliba

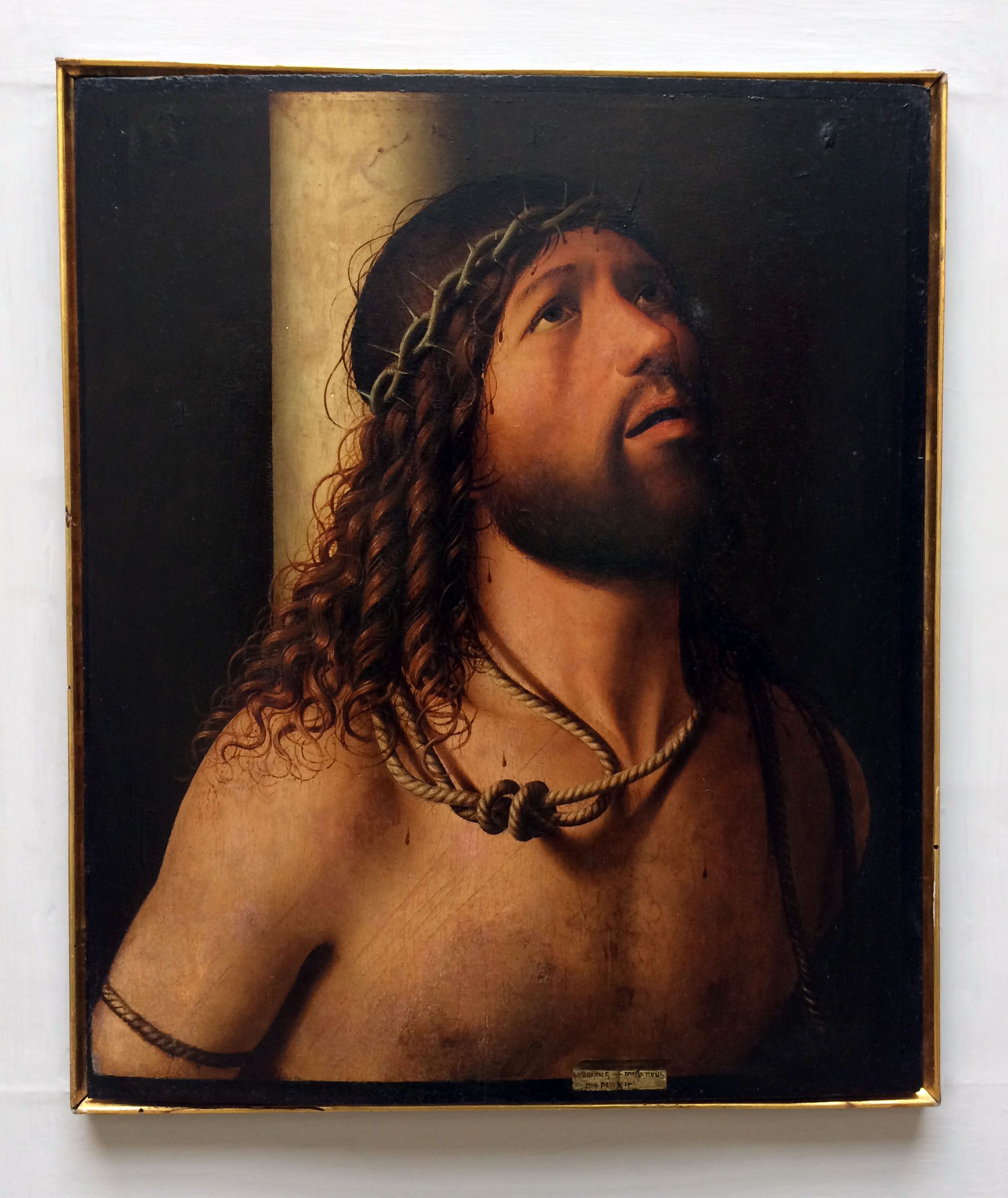
Christus an der Geißelsäule, Gallerie dell’Accademia, Venedig

Pietro de Saliba, genannt Pietro da Messina, war ein italienischer Maler. Sein Wirken ist nachweisbar von 1497 bis 1530.

## Leben und Werk
Bruder des Antonello de Saliba und Neffe des Antonello da Messina. Nach kurzen Aufenthalten in Messina und Genua war er hauptsächlich in Venedig tätig. Er erlernte sein Handwerk mit Sicherheit bei seinem Onkel, wurde aber auch durch Giovanni Bellini und Cima da Conegliano beeinflusst.
Pietro de Saliba malte vorwiegend Halbfigurenbilder, in denen er sich streng an die Vorgaben von Antonello da Messina hielt, den er nicht annähernd erreichte. Von ihm sind nur wenige Werke bekannt.

## Werke
- Der heilige Sebastian, um 1490, Bergamo, Galleria dell’ Accademia Carrara
- Christus an der Geißelsäule, Budapest, Szépművészeti Múzeum
- Maria, das Kind anbetend, Padua, Museo Civico
- Christus an der Geißelsäule, Venedig, Gallerie dell’Accademia
- Maria, das Kind anbetend, Venedig, S. Maria Formosa
- Maria mit dem Kinde und einem Stifter, 1975 bei Sotheby’s in Florenz versteigert, Verbleib unbekannt